# Silvija Vrljičak-Budan
Silvija Vrljičak-Budan (1962.), hrvatska pjesnikinja iz imotskog kraja.
Objavila je jednu zbirku pjesama Bura u duši (2012.), u izdanju Udruge "Žene u Domovinskom ratu - Zadar". Đovani Matešić Jeremija njeno je pjesništvo karakterizirao riječima "Silvija je, ukupno uzevši ovu zbirku, pjesnik Doma. Pjesnik imotske zemlje, kamena. Ona je pjesnik imotskog čovjeka, njegova odnosa prema zemlji. Postojanja s njom i na njoj, i pod njom. Pjesnik čovjekova suočavanja s izazovima ovog svijeta. Ona se, da bi izrekla taj odnos, obraća materi svojoj, ocu, braći, pejzažu, dvoru svome, konobi, starom čempresu, imotskom kamenjaru. Pjeva o svojim ljubavima, odlascima, bojovnicima, životima i smrtima na svoj - i u isto vrijeme - na njihov način. Ona krajinu svoju i čovjeka njezina doživljava sentimentalno i dojmljiv.
Sudionica književnih večeri Hrvatsko marijansko pjesništvo u Pagu, kulturne večeri povodom 57. rođendana generala Ante Gotovine "Generale, uvijek smo u mislima s Vama"  i drugih.
Uvrštena u zbornik domoljubne poezije Bojni blaženika na nebesima prireditelja Mate Buljubašića (Imotski : Matica hrvatska, Ogranak, 2016.).